# Haus Sisowath

Emblem des Königs von Kambodscha

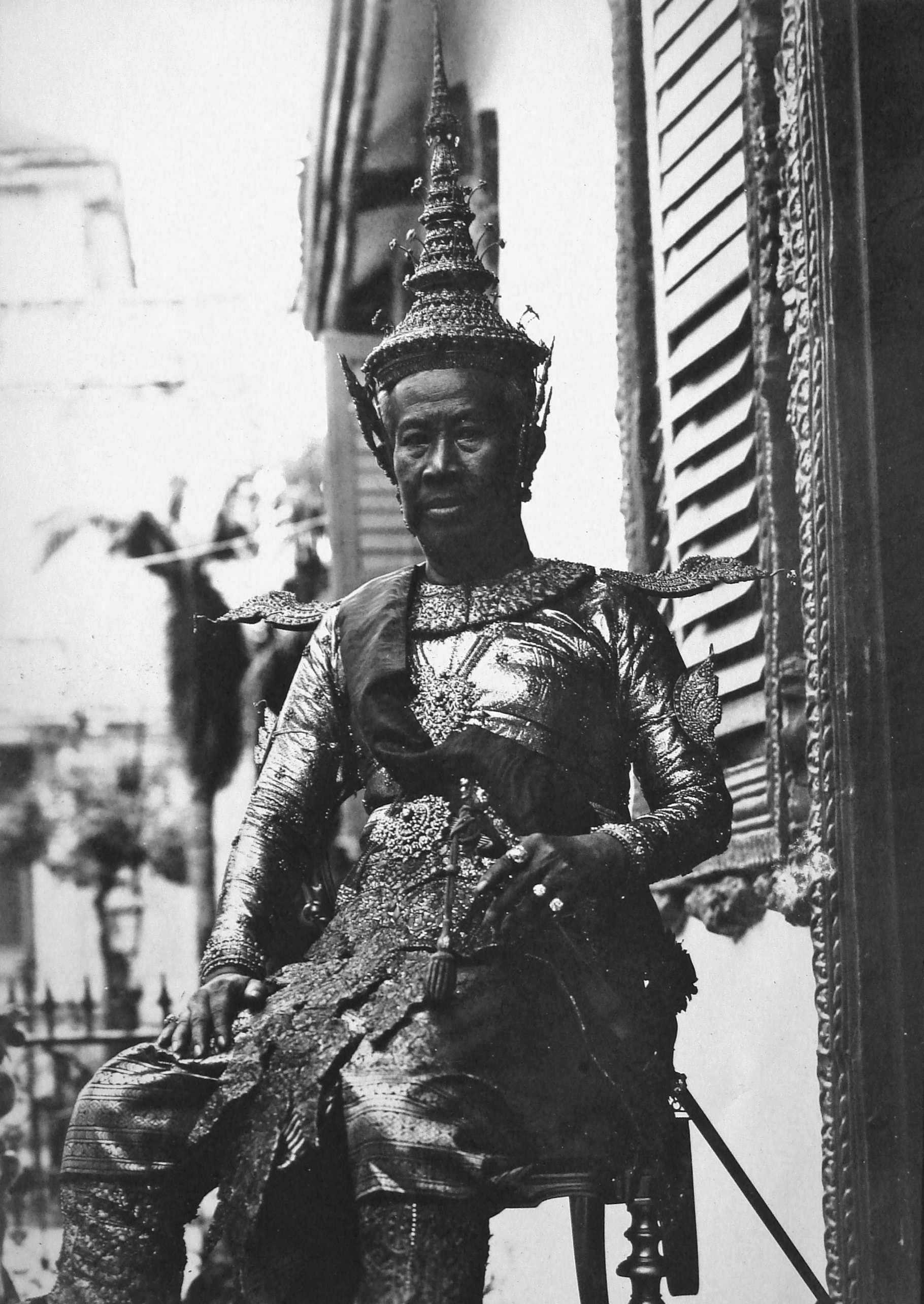
Sisowath I. (Ende 19. Jahrhundert) der Gründer des Hauses

Die französische Expansion in Indochina

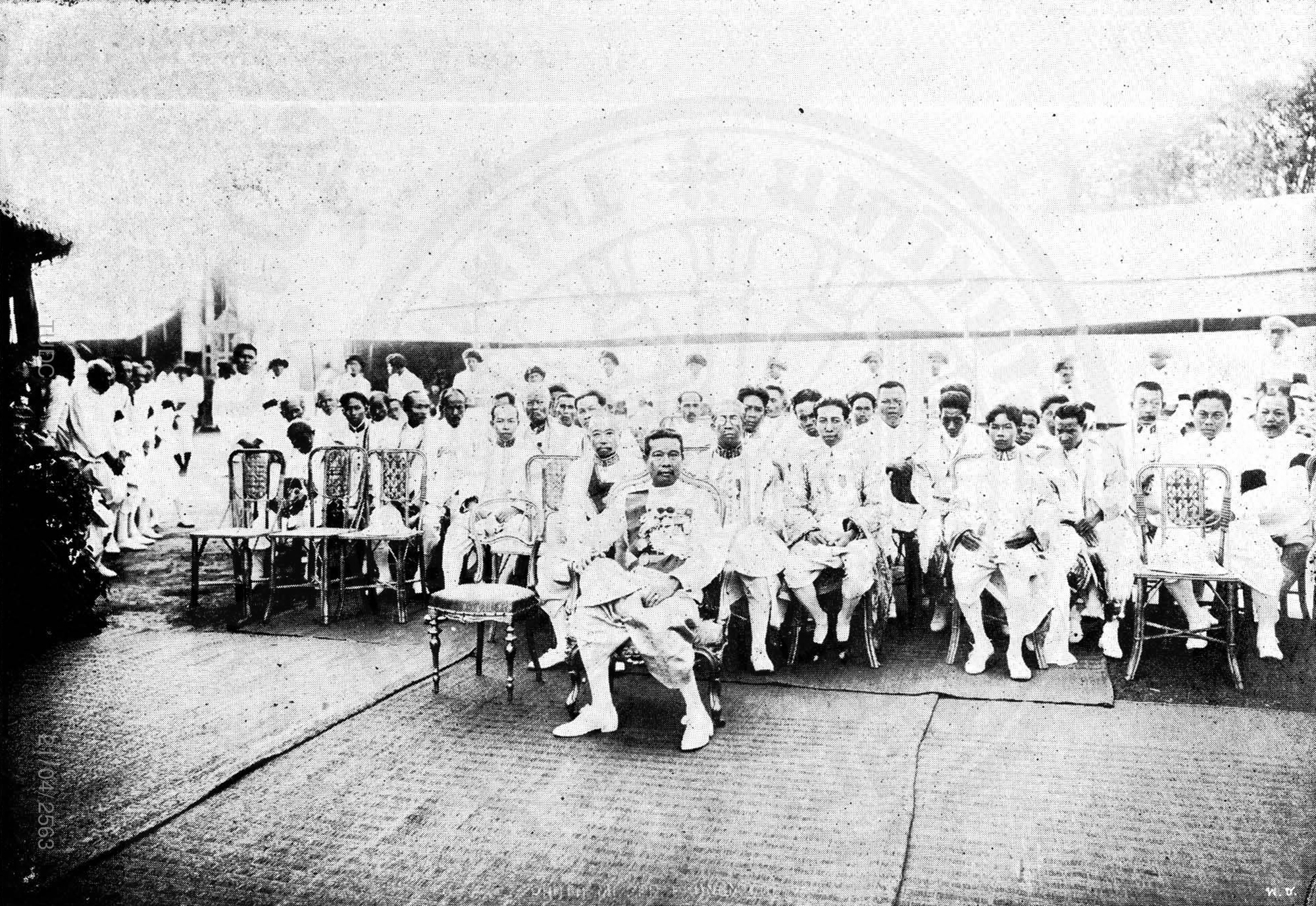
König Sisowath Monivong mit Mitgliedern der Familie Sisowath.

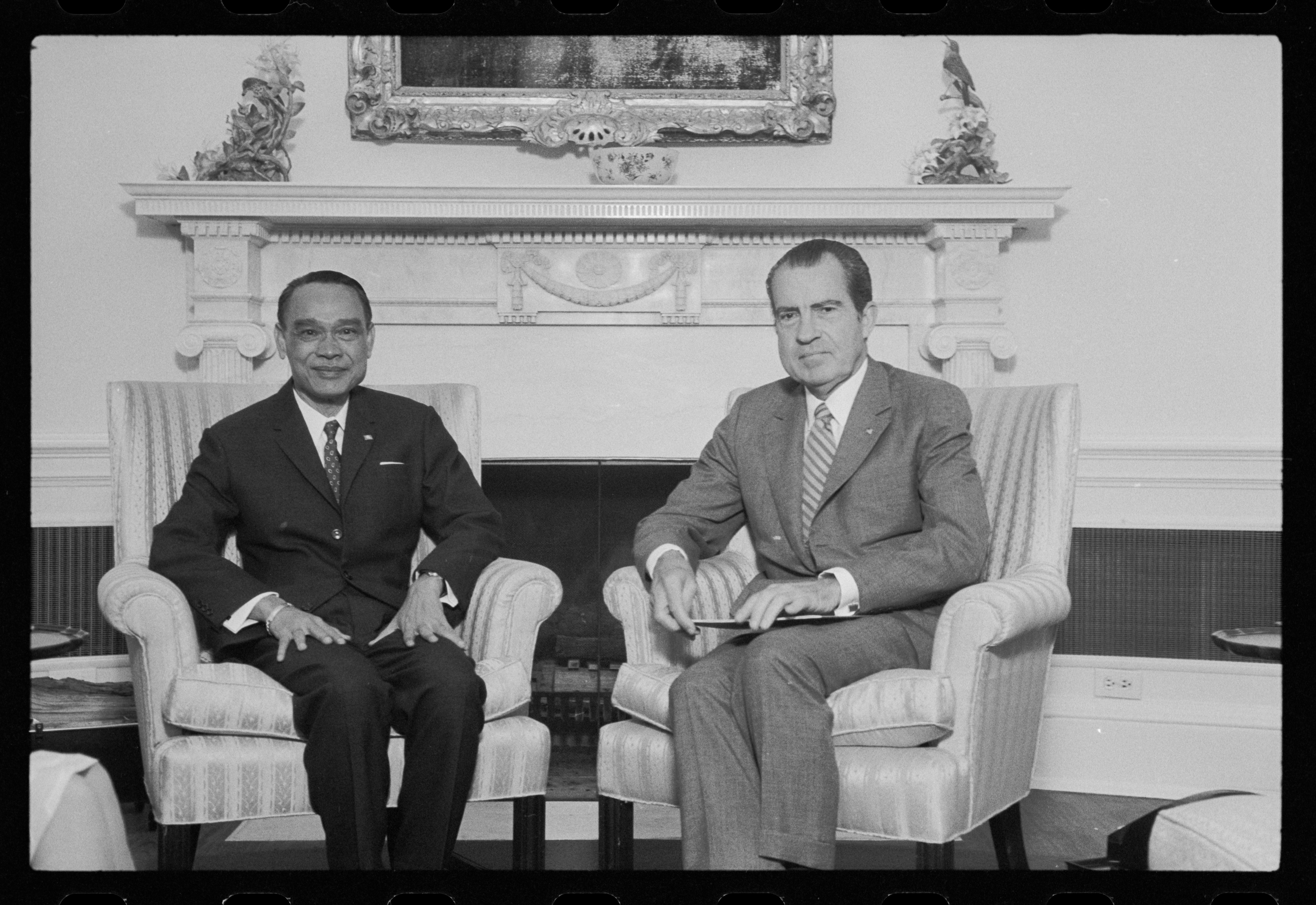
Sisowath Sirik Matak mit Präsident Nixon.

Eine Wachsfigur von Königin Sisowath Kossamak

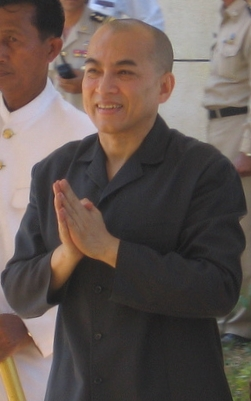
Norodom Sihamoni, 2007. Auch der jetzige König ist ein Nachfahre von König Ang Duong, genau wie die Familie Sisowath.

Das Haus Sisowath (Khmer រាជវង្សស៊ីសុវត្ថិ, auch Sisovat, oder Si Suvata) ist eines von zwei Königshäusern vom Kambodscha. Das zweite Königshaus ist die Familie der Norodom. Der Name des Hauses geht auf den König Sisowath I. zurück.

## Geschichte des Hauses Sisowath
Die Sisowath stellten von 1904 bis 1941 den Monarchen. Drei Mitglieder der Familie trugen den Titel König, fünf Mitglieder waren Premierminister. Die Tatsache, dass nach der Verfassung des Landes zwei Königsfamilien bestehen, beruht auf der Kolonialgeschichte Frankreichs. Über fast hundert Jahre bestimmte die Kolonialverwaltung, wer als nächster König eingesetzt werden sollte und die Kolonialbehörden ignorierten aus strategischen Gründen die Erbfolge. Sie versuchten, sich durch bewusstes Ignorieren der Thronfolge die Loyalität der Herrscher zu Frankreich zu versichern. 1941 starb der ab 1927 regierende König Sisowath Monivong. Er hatte mehrere männliche Nachkommen. Trotzdem beriefen die Franzosen den erst 18-jährigen Norodom Sihanouk von der „konkurrierenden“ Familie der Norodom zum Herrscher über das südostasiatische Land. 1970 wurde Norodom Sihanouk von Sisowath Sirik Matak in einem unblutigen Putsch der eigenen Regierung unter Premierminister Lon Nol und durch die eigene Parlamentsmehrheit seiner eigenen Bewegung Sangkum Reastr Niyum gestürzt. Lon Nol und Sisowath Sirik Matak errichteten die nur fünf Jahre existierende Republik Khmer. Der gestürzte Monarch Norodon Sihanouk behauptete, Sisowath Sirik Matak hätte ihn gehasst, weil die Norodom anstelle der Sisowath den Regenten stellen durften und titulierte ihn als „Verräter“. Am 21. April 1975 ließ Norodom Sihanouk seinen Neffen Sisowath Sirik Matak von den mit Sihanouk verbündeten Roten Khmer ermorden. Er hatte die Anweisung über Radioansprache aus Peking erlassen, wo er eine Exilregierung gegründet hatte. Der kambodschanische Bürgerkrieg, welcher Hunderttausende, wenn nicht Millionen Menschenleben kostete, fundamentiert auf der „Konkurrenz“ der beiden Häuser. Die Roten Khmer konnten nur erfolgreich die Hauptstadt Phnom Penh erobern, weil ihr nominaler Führer Norodom Sihanouk war, und die Roten Khmer mit dieser Tatsache die ländliche Bevölkerung für ihren Kampf rekrutieren konnten. Ohne den Bruch der Thronfolge durch die Franzosen hätte es vielleicht die „Schreckensherrschaft der Roten Khmer“ nie gegeben.
Vom Exil aus behauptete Prinz Sihanouk, Sisowath Siri Matak wäre der wahre Anführer hinter dem Coup gegen ihn gewesen. Nur Lon Nol habe verhindert, ihn schon 1969 zu ermorden. Sisowath Siri Matak habe mit der CIA und der südvietnamesischen Regierung zusammengearbeitet. 1972 formalisierte Sihanouk seine Behauptungen in seinem Buch My War with the CIA. Der Historiker Ben Kiernan unterstützte diese These. Sisowath Siri Matak habe 1969 die Ermordung von Sihanouk angeordnet, aber Lon Nol habe den Befehl als kriminell abgelehnt. Kiernan beruft sich auf einen Zeugen, Prom Thos, einem Minister in der Regierung von Lon Nol.
Auch die Entstehung der Familie Sisowath beruht auf der bewussten Ignorierung der Thronfolge durch Frankreich. Als Gründer des Hauses gilt Sisowath I., der Sohn von König Ang Duong. Nach dessen Tod 1860 wurde ein weiterer Sohn von Ang Duong, Norodom I., König von Kambodscha. Er gilt als Gründer des Hauses Norodom, welches auch heute noch (2021) den König des Landes mit König Norodom Sihamoni stellt.
Zur Zeit der Geburt von Sisowath I. und Norodom I. war das Land zwischen den Nachbarn Thailand und Vietnam aufgeteilt. Sisowath I. kam in Bangkok, der Hauptstadt von Thailand, zur Welt. Thailand setzte zu dieser Zeit den König von Kambodscha ein. Sein Vater Ang Duong bat den französischen Kaiser Napoleon III. um Hilfe und Schutz. 1862 wurde der südliche Teil von Vietnam französische Kolonie. Norodom I., welcher 1860 das Land als Vizekönig von Bangkok aus verwaltete, kehrte 1863 in sein Land zurück und bat Frankreich, als Schutzmacht für Kambodscha aufzutreten. 1864 musste er einen Vertrag mit Frankreich unterzeichnen, welchen Kambodscha zum französischen Protektorat erklärte. Die Unterzeichnung erfolgte nicht freiwillig. Kanonenboote waren den Mekong hinaufgefahren und bedrohten die neue Hauptstadt Phnom Penh. Norodom I. wurde zum Vasallen Frankreichs. Dieses richtete eine Kolonialverwaltung im Land ein, stationierten Truppen im Land, und war der wirkliche Herrscher über das Land. 1885 und 1886 führte Prinz Si Votha, Norodoms Halbbruder, eine Revolte gegen die französische Verwaltung an. Die Franzosen verdächtigten den König insgeheim, die Rebellen zu unterstützen. Der Aufstand wurde niedergeschlagen. Im Oktober 1887 gründeten die Franzosen die Kolonie Französisch-Indochina, welche neben Kambodscha die drei vietnamesischen Regionen Annam, Tonkin und Cochinchina und das Königtum Laos umfasste. In der Folge war Norodom I. mehr eine Marionette als ein selbständiger Herrscher. Vor seinem Tod ernannte er seinen Sohn Norodom Yukanthor zu seinem Nachfolger. Aber die Franzosen ernannten anstelle des legalen Nachfolgers den Bruder von Norodom I, Prinz Sisowath, zum König. Die Franzosen erhofften sich durch die Umgehung der Thronfolge einen hörigen Herrscher, was ihnen auch gelang. Sisowath I. war ein williger Vasall. Er besuchte 1906 die Kolonialausstellung in Marseille und unterstützte den in Phnom Penh regierenden französischen Statthalter. Nach dem Tod Sisowath I. 1927 wurde sein Sohn Sisowath Monivong König des Landes.
Nach dem Tod von Sisowath Monivong erklärten die Franzosen Norodom Sihanouk zum Herrscher. Sie sahen in dem erst 18-jährigen Sihanouk keine Gefahr für ihre Kolonialherrschaft. Die Söhne des toten Königs wurden übergangen. Aber Sihanouk hatte andere Pläne. Im März 1945 erklärte er das Land als unabhängig von Frankreich, nachdem die japanische Armee die französischen Kolonialsoldaten entwaffnet und die französische Kolonialregierung verhaftet hatten. Im Oktober desselben Jahres musste er die Oberherrschaft Frankreichs wieder anerkennen, als nach der Niederlage der Japaner im Zweiten Weltkrieg englische und französische Truppen das Land wieder in ihre Kontrolle brachten. Erst nach der französischen Niederlage in der Schlacht um Điện Biên Phủ war Frankreich bereit, seine Kolonien in Südostasien in die vollständige Unabhängigkeit zu entlassen. König Sihanouk gab sich aber mit der Rolle eines mehr repräsentativen Herrschers nicht zufrieden. Er wollte selber aktiv in der Politik mitwirken und Premierminister werden. Deswegen verzichtete er zugunsten seines Vaters Norodom Suramarit auf den Thron und gründete eine eigene Bewegung, die Sangkum Reastr Niyum („Sozialistische Volksbewegung“). Norodom Suramarit war mit der Prinzessin Sisowath Kossamak verheiratet und dadurch wurde die Prinzessin aus dem Haus Sisowath Königin.
Es gab also auch familiäre Bindungen zwischen den beiden Häusern. Aber der langjährige Regent Norodom Sihanouk hegte ein großes Misstrauen gegen seine eigenen Verwandten.

## Familienstamm
- H.M. Sisowath I. (1840–1927)
  - H.R.H. Sisowath Essaravong (1858–1906)
    - H.R.H. Sisowath Yubhiphan (1877–1967)
    - H.R.H. Sisowath Rathary (1878–1946)
      - H.R.H. Sisowath Phineary
      - H.H. Sisowath Sorikanrattana
      - H.R.H. Sisowath Sirik Matak (1914–1975)
        - H.R.H. Sisowath Chariya (1940)
          - H.H. Sisowath Charidy (1974)

        - H.H. Sisowath Sirirath (1946)

      - H.R.H. Sisowath Methavy (1922–1978)
        - H.H. Sisowath Thomico (born 1952)

      - H.R.H. Sisowath Essaro (1924–2004)
        - H.H. Sisowath Tesso

      - H.H. Sisowath Vitouriya (1927–1978)
      - H.H. Sisowath Thonnika (1929–1975)
      - H.H. Sisowath Virota (1932–1975)
      - H.H. Sisowath Chuttima (1935–1975)

    - H.R.H. Sisowath Sisura (1879–1927) verheiratet mit H.R.H. Sisowath Darameth
      - H.R.H. Sisowath Ritharavong (1935–1975)
        - H.H. Sisowath Sararidh

    - H.R.H. Sisowath Chattivong (1887–1954)

  - H.R.H. Sisowath Duong Madhura (1863–)
  - H.M. Sisowath Monivong (1875–1941) verheiratet mit Norodom Kanviman Norleak Tevi (1876–1912)
    - H.R.H. Sisowath Monireth (1909–1975)
    - H.R.H. Sisowath Monipong (1912–1956)
      - H.R.H. Sisowath Samyl Monipong (1941)
      - H.R.H. Sisowath Pongsyria (1942–1975)
      - H.R.H. Sisowath Lysa (1942–1975)
      - H.R.H. Sisowath Monisisowath (1943–1975)
      - H.R.H. Sisowath Moniringsy (1943)
      - H.R.H. Sisowath Sovethvong (1945–1994)
      - H.R.H. Sisowath Pongneary (1947)
      - H.R.H. Sisowath Monisophea (1949–1975)
      - H.R.H. Sisowath Duong Daravong (1950–1974)
      - H.R.H. Sisowath Reymoni (1952–1975)
      - H.R.H. Sisowath Siviman (1953–1975)
      - H.R.H. Sylvia Sisowath (1954–1975)
      - H.R.H. Sisowath Ponnirath (1956–1975)

    - H.M. Sisowath Kossamak (1904–1975) verheiratet mit H.M. Norodom Suramarit
      - H.M Norodom Sihanouk
- H.R.H. Sisowath Chamraengvongs (1870–1916) verheiratet mit H.R.H. Sisowath Yubhiphan
  - H.R.H. Sisowath Youtevong (1913–1947)
- H.R.H. Sisowath Watchayavong (1891–1972)
- H.R.H. Sisowath Duong Lakheana
  - H.R.H. Sisowath Darameth
- Sisowath Narith (born 1964)
- Richard Sisowath Chhorothavong (1988)
- Jessica Darleya Sisowath (1992)
- Sisowath Noryvong Nikko (1992)
- Sisowath Narita (1996)
- Sisowath Chakrey Viraktep (1997)
- Sisowath Kethana (2007)
- Sisowath Rattana Tevi (2002)
- Sisowath Yeun Vong (1918–2008)

## Liste der Sisowath, welche König oder Königin waren
| Name              | Von            | Bis             |
| ----------------- | -------------- | --------------- |
| Sisowath I.       | 27. April 1904 | 9. August 1927  |
| Sisowath Monivong | 9. August 1927 | 24. April 1941  |
| Sisowath Kossamak | 20. Juni 1960  | 9. Oktober 1970 |

## Liste der Sisowath, welche Premierminister waren
| Name                  | Amtszeit  |
| --------------------- | --------- |
| Sisowath Monireth     | 1945–1946 |
| Sisowath Youtevong    | 1946–1947 |
| Sisowath Watchayavong | 1947–1948 |
| Sisowath Monipong     | 1950–1951 |
| Sisowath Sirik Matak  | 1971–1972 |

## Bildergalerie

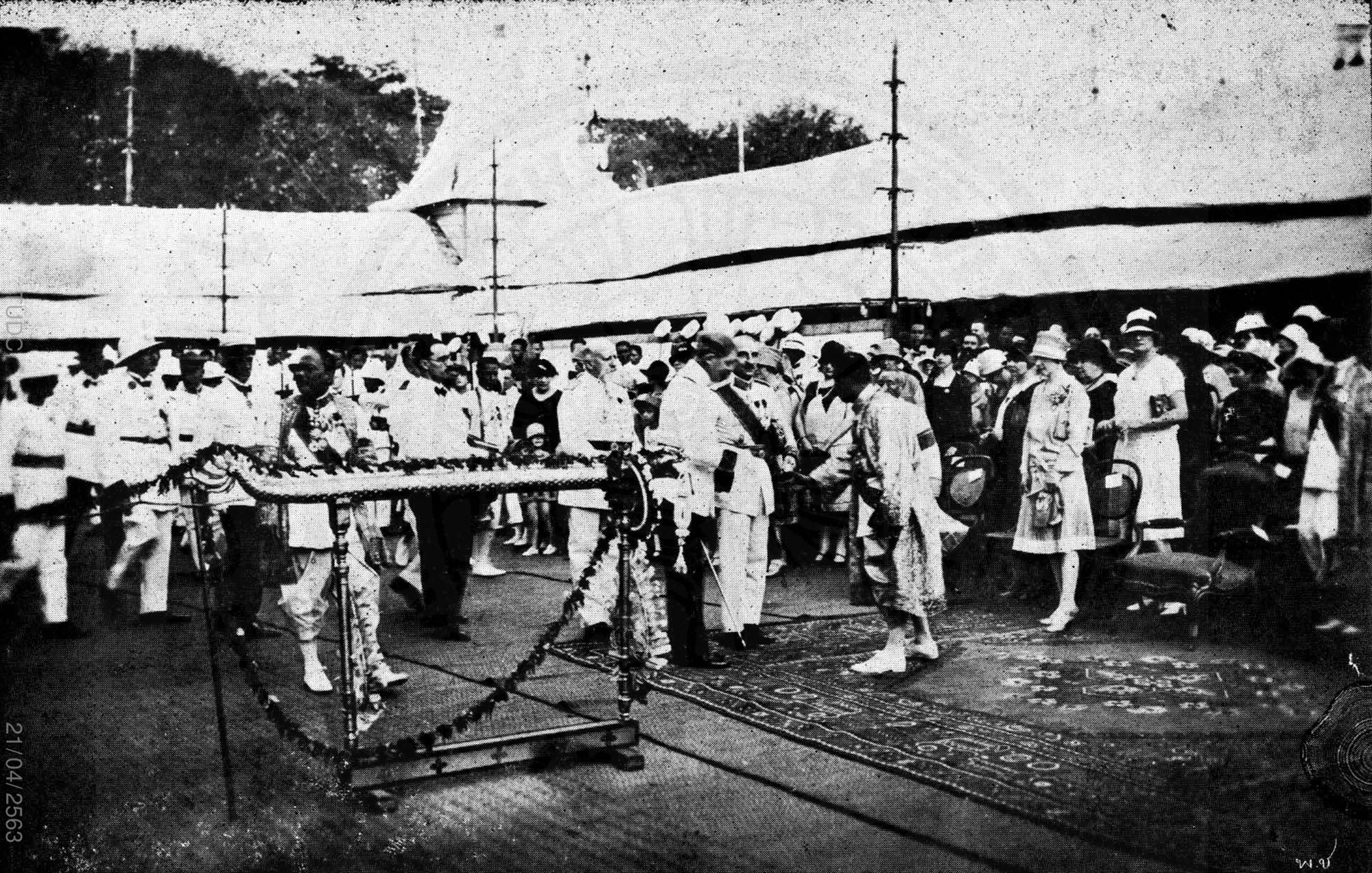
König Sisowath Monivong empfängt ausländische Repräsentanten.
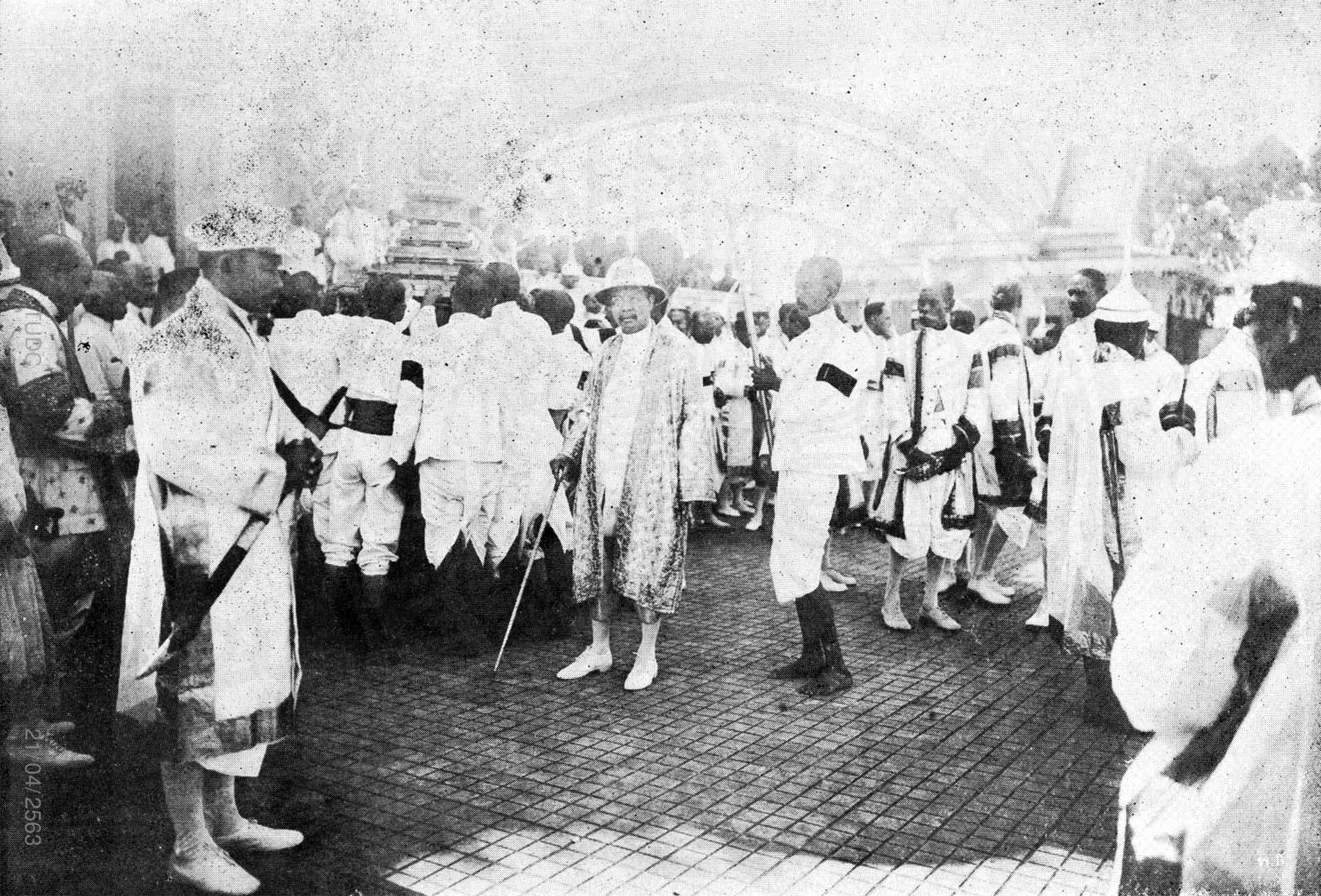
Sisowath Monivong bei der Beerdigung von seinem Vater König Sisowath I.
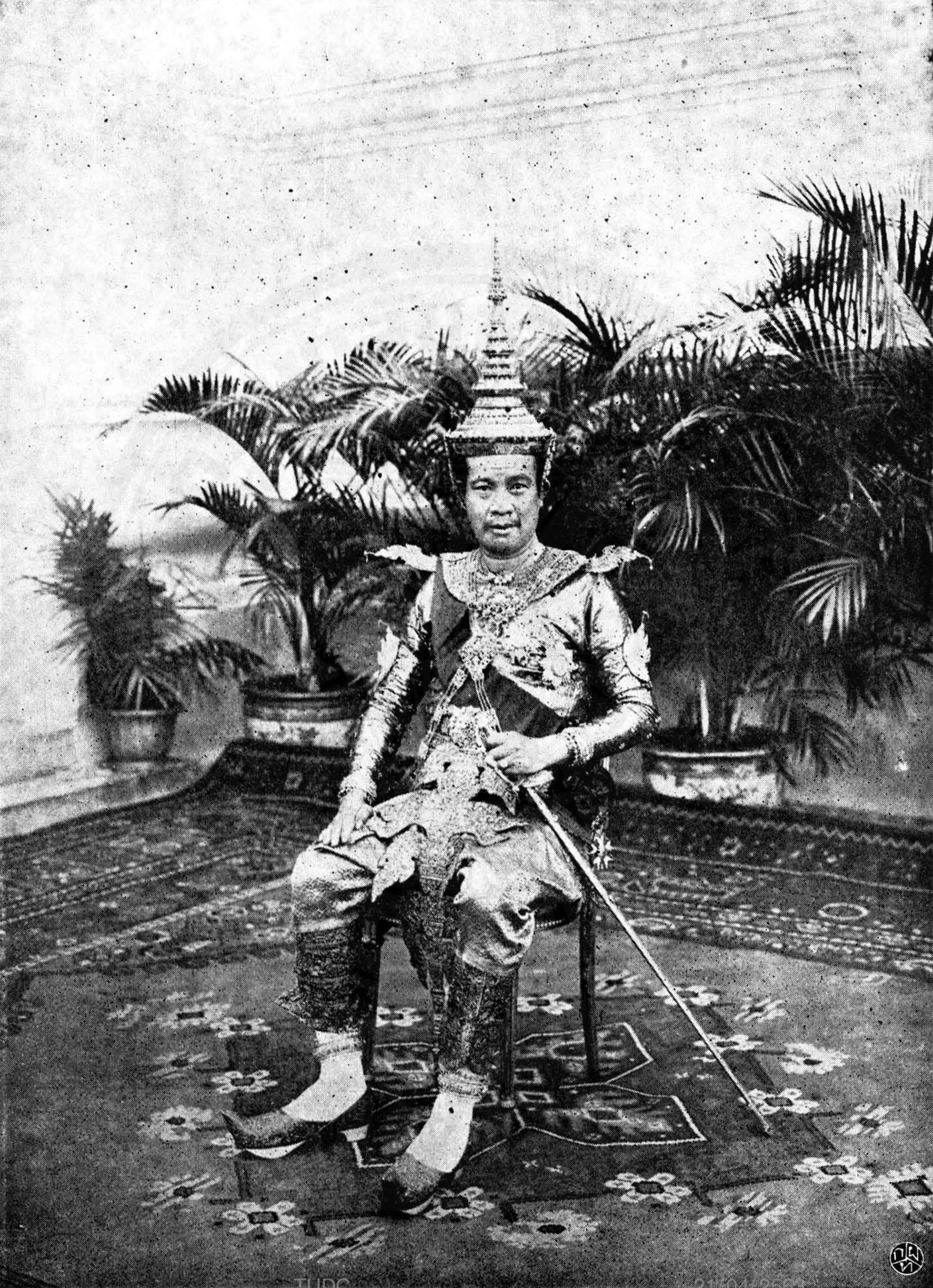
Sisowath Monivong bei der Thronbesteigung.
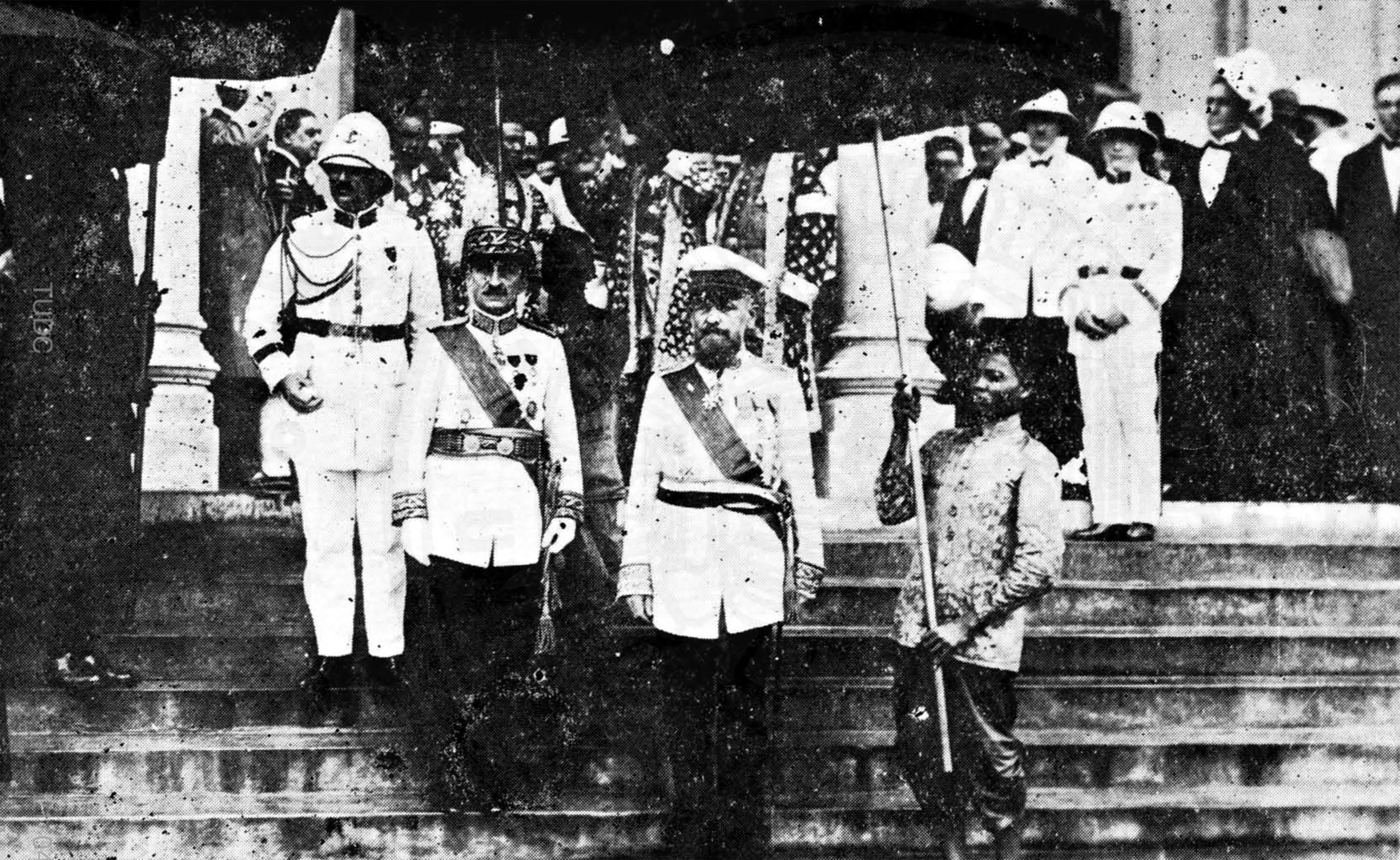
Die Delegation der französischen Kolonialbehörden während der Thronbesteigung.
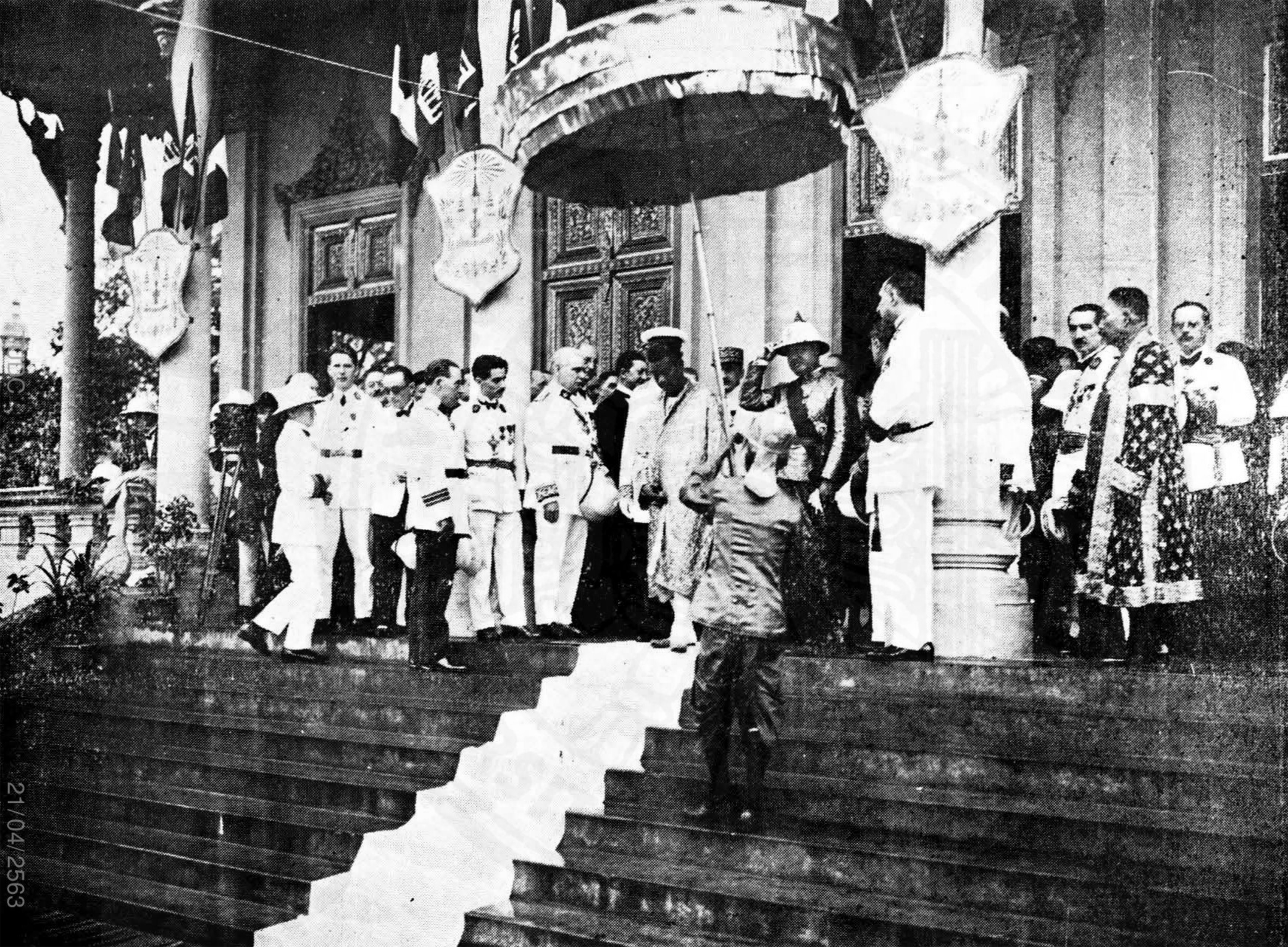
Der gekrönte König kurz vor der traditionellen Badezeremonie.
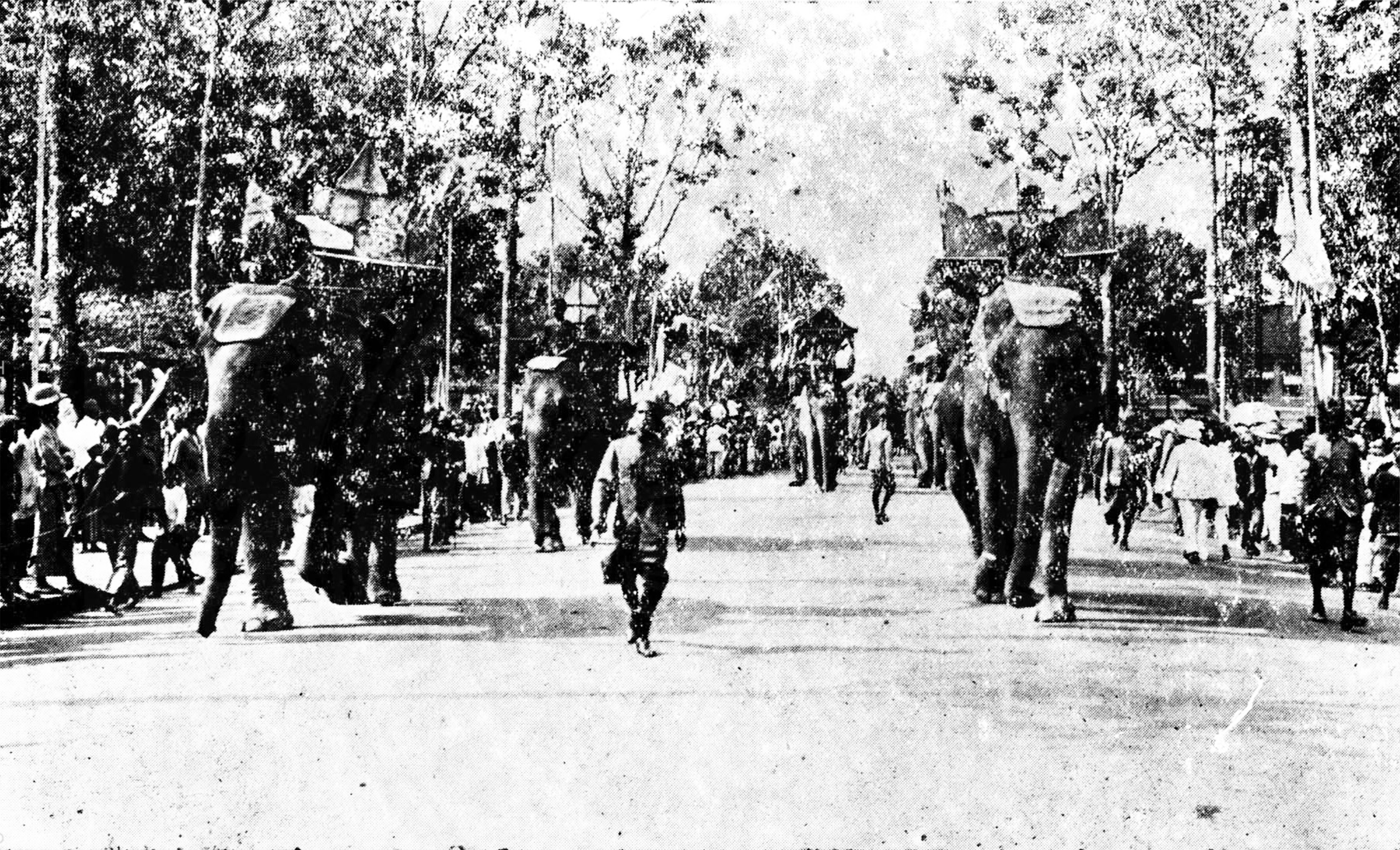
Elefanten während der Krönung in den Straßen von Phnom Penh.
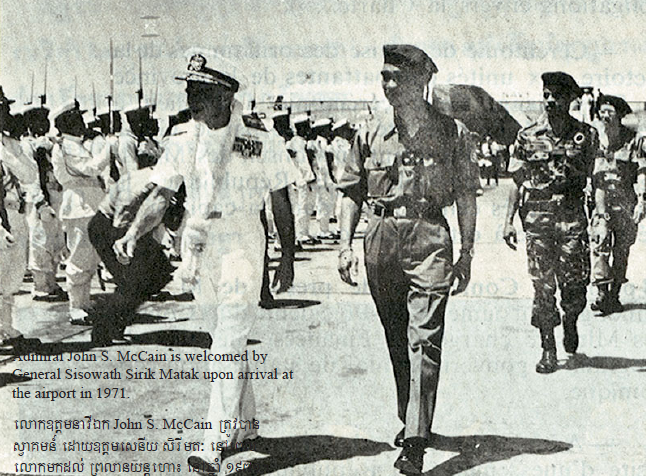
Sisowath Sirik Matak und Admiral John McCain 1971 am Flughafen Phnom Penh